# Betzalel Lévy
Betzalel Abba Lévy (né en 1968) est un rabbin français du XXIe siècle, aumônier militaire de la Brigade des Sapeurs Pompiers de Paris, ancien membre du cabinet de l'ex-grand-rabbin de France, Gilles Bernheim, chargé des affaires familiales et religieuses.

## Éléments biographiques
Betzalel Lévy est né en 1968. Il est fils de rabbin.
Betzalel Lévy fait ses études rabbiniques au Séminaire israélite de France (SIF) à Paris. 
Rabbin, il devient membre du Beth Din de Paris, en 1998, où il s'occupe des divorces religieux. 
Il est Aumônier militaire à la Brigade des Sapeurs Pompiers de Paris. 
Il était membre du cabinet de l'ex-grand-rabbin de France, Gilles Bernheim, chargé des affaires familiales et religieuses.
Betzalel Lévy et son épouse Ilana ont 8 enfants.

## Honneurs
- Chevalier de l'ordre national du Mérite, à la date du 4 mai 2012.